# Subrata Roy
Subrata Roy (Araria, 10 de junio de 1948-Mumbai, 14 de noviembre de 2023) fue un empresario indio que fundó Sahara India Pariwar en 1978.

## Trayectoria
En 2010, Sahara compró la icónica Grosvenor House en Londres y, en 2012, el histórico Plaza Hotel y el Dream Downtown Hotel en Nueva York. En octubre de 2011, Sahara compró el 42,5% de las acciones de Force India. Sin embargo, en julio de 2018, este equipo de Fórmula 1 fue declarado sindicado por el Tribunal Superior de Londres. Y el 7 de agosto de 2018 se anunció que los administradores de Force India habían aceptado la oferta realizada por un consorcio liderado por Lawrence Stroll para adquirir el equipo.
Fue nombrado entre las diez personas más poderosas de la India en 2012 por India Today. En 2004, la revista Time nombró al grupo como "el segundo mayor empleador de la India" después de Indian Railways. El grupo opera más de 5.000 establecimientos repartidos por toda la India con una plantilla total de alrededor de 1,4 millones bajo el paraguas del Sahara.
Roy fue arrestado el 28 de febrero de 2014 por las autoridades indias por fraude fiscal y mantenido bajo custodia judicial en la cárcel de Tihar, Delhi y en libertad condicional desde mayo de 2016. A Sahara se le permitió vender una parte de sus activos en la India para recaudar parte del dinero en cuestión. Roy murió el 14 de noviembre de 2023 debido a un paro cardíaco.